# Cabot Square
Cabot Square è una delle piazze centrali del complesso delle Canary Wharf, situato nei Docklands, una zona nell'East End di Londra. Il nome della piazza trae origine dall'esploratore Giovanni Caboto (John Cabot in lingua inglese).
In questa piazza si trovano svariati edifici di recente costruzione, come ad esempio i gli Uffici londinesi di Credit Suisse, ed oltre alla sontuosa fontana vi si trovano anche tanti altri lavori artistici.
Cabot Hall, sul lato orientale della piazza, era un notevole spazio dedicato ai banchetti ed a varie performance che venne aperto nel 1991 ed è sede di concerti e altri eventi. Nel 2006, tuttavia, l'organizzazione di Canary Wharf annunciò che presto l'area sarebbe stata chiusa per essere ristrutturata con l'aggiunta di ristoranti.

## Trasporto
La stazione più vicina a Cabot Square è Canary Wharf, a soli due minuti di distanza e situata a est.